# Кейт Мос (писателка)
Вижте пояснителната страница за други личности с името Кейт Мос.
Кейт Мос (на английски: Kate Mosse) е английска писателка.

## Биография и творчество
Кейт Мос е родена на 20 октомври 1961 година в Чичъстър, графство Съсекс. През 1981 година получава бакалавърска степен по английски в Оксфордския университет, след което работи в различни издателства. От началото на 90-те години се занимава с литература. Най-голяма известност получава романът ѝ „Лабиринтът“ („Labyrinth“, 2005).

## Произведения

### Самостоятелни романи
- Eskimo Kissing (1996)
- Crucifix Lane (1998)
- The Winter Ghosts (2009)
- The Taxidermist's Daughter (2014)

### Серия „Лангедок“ (Languedoc Trilogy)
1. Labyrinth (2005)
Лабиринт, изд.: „Бард“, София (2006), прев. Емилия Л. Масларова.
2. Sepulchre (2007)
Гробницата, изд.: „Сиела“, София (2010), прев. Маргарита Терзиева
3. Citadel (2012)

### Участие в общи серии с други писатели

#### Серия „За бързо прочитане 2009“ (Quick Reads 2009)
- The Cave (2009)

### Сборници
- Great Escapes (2008) – с Аманда Крейг, Вирджиния Айрънсайд, Кати Лети, Дебора Могак, Лесли Пиърс, Роуз Тримейн, Джейн Елизабет Варли, Фей Уелдън и Изабел Улф
- The Mistletoe Bride (2013)

### Документалистика
- Becoming a Mother (1993)
- The House: A Season in the Life of the Royal Opera House, Covent Garden (1995)
- The Library Book (2012) – с Алън Бенет, Ан Клийвс, Сет Годин, Сюзън Хил, Том Холанд, Вал Макдърмид, Луси Манган, Чайна Миевил, Кейтлин Моран, Джули Майерсън, Бали Рей, Лионел Шрайвър и Хардийп Коил Синг